# Comté de Wayne (Indiana)
Pour les articles homonymes, voir Comté de Wayne.
Le comté de Wayne  est un comté de l'État de l'Indiana, aux États-Unis. Il comptait 71 097 habitants en 2000. Son siège est Richmond.